# 新鵜沼台
新鵜沼台（しんうぬまだい）は、岐阜県各務原市の地名。現行行政町名は新鵜沼台一丁目から新鵜沼台八丁目。

## 地理
各務原市の鵜沼地区に位置する。町域の東部は鵜沼、西部は鵜沼台、鵜沼東町、南部は鵜沼、鵜沼山崎町、北部は鵜沼（日本ラインうぬまの森）に接する。
丘陵地帯を造成し開発された新興住宅地である。
道路
- 新鵜沼台通り

## 歴史
1972年（昭和47年）に造成開始。1974年（昭和49年）に開発（40.6ha、計画戸数1,182戸）が完了。1976年（昭和51年）2月20日に鵜沼の一部をもって新鵜沼台を設置する。

## 世帯数と人口
2024年（令和6年）10月1日現在の世帯数と人口は以下の通りである。
| 丁目           | 世帯数    | 人口    |
| -------------- | --------- | ------- |
| 新鵜沼台一丁目 | 133世帯   | 270人   |
| 新鵜沼台二丁目 | 147世帯   | 315人   |
| 新鵜沼台三丁目 | 173世帯   | 381人   |
| 新鵜沼台四丁目 | 172世帯   | 408人   |
| 新鵜沼台五丁目 | 119世帯   | 280人   |
| 新鵜沼台六丁目 | 127世帯   | 286人   |
| 新鵜沼台七丁目 | 85世帯    | 186人   |
| 新鵜沼台八丁目 | 135世帯   | 305人   |
| 計             | 1,091世帯 | 2,431人 |

## 小・中学校の学区
市立小・中学校に通う場合、学区は以下の通りとなる。
| 番・番地等 | 小学校                   | 中学校               |
| ---------- | ------------------------ | -------------------- |
| 全域       | 各務原市立鵜沼第三小学校 | 各務原市立緑陽中学校 |

## 交通
- 各務原市ふれあいバス鵜沼線、東西線（朝夕便）

## 主な施設
- 各務原市立鵜沼第三小学校
- 新鵜沼台コミュニティセンター
- 新鵜沼公園
- 新鵜沼東公園
- 新鵜沼北公園
- 新鵜沼西公園
- 新鵜沼南公園